# تپه بویوک گول دوشی
تپه بویوک گول دوشی مربوط به دوران پیش از تاریخ ایران باستان - دوره اشکانیان است و در شهرستان هشترود، بخش مرکزی، روستای باشماق واقع شده و این اثر در تاریخ ۱۱ مرداد ۱۳۸۴ با شمارهٔ ثبت ۱۲۶۳۳ به‌عنوان یکی از آثار ملی ایران به ثبت رسیده است.